# Widerrufsbelehrung
Die Widerrufsbelehrung ist eine Belehrung über das Widerrufsrecht von Verbrauchern bei bestimmten Verbraucherverträgen. Ihre formalen Anforderungen wurden mit der EU-Verbraucherrechterichtlinie zum 13. Juni 2014 EU-weit vereinheitlicht. Die Rechtsunsicherheit im Zusammenhang mit der zur BGB-InfoV herausgegebenen Muster-Widerrufsbelehrung der Bundesregierung gehört seitdem der Vergangenheit an.

## Bedeutung
Verbraucher verfügen bei außerhalb von Geschäftsräumen geschlossenen Verträgen und bei Fernabsatzverträgen (Online-Handel) über ein Widerrufsrecht nach §§ 312g und 355 BGB, über das Unternehmer ihre Privatkunden bzw. Verbraucher informieren müssen (Art. 246a § 1 Abs. 2 EGBGB).
Die Informationspflicht erstreckt sich insbesondere auf
- die Bedingungen, die Fristen und das Verfahren für die Ausübung des Widerrufsrechts sowie
- die Kosten, die Verbraucher im Widerrufsfall für die Rücksendung der Waren zu tragen haben.

Unternehmer können diese Pflichten erfüllen, indem sie das in der Anlage 1 zu Art. 246a EGBGB vorgesehene Muster für die Widerrufsbelehrung den Verbrauchern zutreffend ausgefüllt in Textform übermitteln und vor Vertragsschluss in klarer und verständlicher Weise zur Verfügung stellen.

## Rechtsfolgen
Die Widerrufsfrist beträgt 14 Tage und beginnt in der Regel mit dem Erhalt der Ware, jedoch nicht vor Belehrung über das Widerrufsrecht (§ 356 Abs. 2 und 3 BGB). In diesem Fall setzt erst der Zugang einer ordnungsgemäßen Widerrufsbelehrung (z. B. per E-Mail, Fax oder Post) die Widerrufsfrist in Gang. Demzufolge können Verbraucher geschlossene Verträge in jedem Fall widerrufen, solange die Pflicht zur Widerrufsbelehrung noch nicht oder nicht vollständig erfüllt wurde.
Das Widerrufsrecht erlischt allerdings (außer bei Verträgen über Finanzdienstleistungen) spätestens nach 12 Monaten und 14 Tagen (§ 356 Abs. 3 Satz 2 BGB). Die nach § 355 in der vor dem 13. Juni 2014 geltenden Fassung unendliche Widerrufsfrist wurde damit abgeschafft.
Ein Widerruf erfolgt durch einfache Erklärung gegenüber dem Unternehmer, aus der Entschluss zum Widerruf des Vertrags eindeutig hervorgeht. Es ist keine Begründung erforderlich. Eine Rücksendung der Ware ohne Erklärung genügt nicht (§ 355 Abs. 1 Sätze 2 und 3 BGB).
Nach § 357 Abs. 6 BGB tragen Verbraucher grundsätzlich die Kosten der postalischen Rücksendung nur dann, wenn sie vorab entsprechend unterrichtet wurden. Der Warenwert ist dabei unerheblich, jedoch ist die Größe der Ware erheblich. Kann diese nicht per Post zurückgeschickt werden, muss ebenfalls nach selbem § 357 Abs. 6 BGB der Verkäufer die Ware auf seine Kosten beim Käufer abholen.

## Grundsätzliche Anforderungen an eine ordnungsgemäße Widerrufsbelehrung
Die Widerrufsbelehrung muss eindeutig, klar und unmissverständlich formuliert sein und in ihrer Darstellung übersichtlich und vollständig sein.
Die Widerrufsbelehrung muss in sich widerspruchsfrei sein. Es dürfen ebenfalls keine zusätzlichen Angaben enthalten sein, welche den Verbraucher möglicherweise ablenken oder verwirren (BGH NJW-RR 2005, 180).
Weiterhin muss für den Verbraucher klar erkennbar sein, auf welchen Vertrag sich die Widerrufsbelehrung bezieht.
Die Widerrufsbelehrung muss hinreichend übersichtlich und in angemessener Schriftgröße dargestellt werden.
Darüber hinaus ist der Verbraucher vor Abgabe seiner Vertragserklärung über sein Widerrufsrecht zu belehren. Hierdurch soll der Verbraucher in der Lage sein, eine überlegte Entscheidung zu treffen.